# Alliance française de Port Elizabeth
 (janvier 2025).
L'Alliance Française de Port-Elizabeth est une organisation sud-africaine à but non lucratif qui fait partie du réseau mondial de quelque 900 Alliances Françaises dans le monde, qui cohabitent avec le réseau culturel français à l'étranger liés au ministère français des Affaires Étrangères, les Instituts français.
Le centre est à la fois une école de langue, un centre culturel, mais aussi une agence consulaire française. 
L'équipe est composée d'un comité, d'un directeur et d'une équipe dynamique.
Ses principales missions sont les suivantes :
- l'enseignement du français, de l'anglais et de l'isiXhosa comme langues étrangères ;
- la promotion de la culture francophone et française ;
- la promotion de la diversité culturelle et de la culture sud-africaine.

Cette Alliance occupe une maison de style victorien dans le quartier historique de Richmond Hill. Elle compte trois salles de classe modernes équipées de tableaux numériques interactifs, une cuisine, une bibliothèque, une galerie d'art ainsi que d'une salle multimédia à destination des enseignants.
En plus des cours, des activités socio-culturelles sont organisées telles que des expositions, des concerts, des soirées à thèmes ou encore des soirées cinéma français avec des sous-titres en anglais.
Tous les ans, à l'occasion de la Fête de la Musique, l'Alliance organise l'« Alliance Française Street Music Festival », qui réunit plusieurs milliers de personnes à Richmond Hill. Cet événement n'a plus eu lieu entre 2019 et 2021. Il est de retour en 2022 et accueille plusieurs milliers de personnes.
En tant que centre consulaire honoraire, l’Alliance accueille également les familles francophones qui s'installent à Port-Elizabeth. 